# Alexander Alexandrowitsch Wolkow (Regisseur)

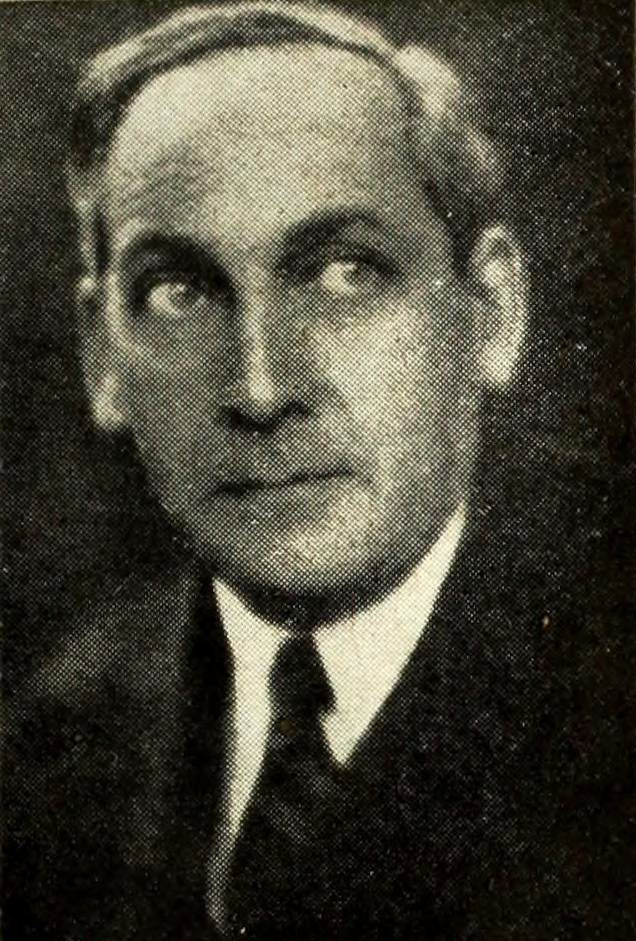
Alexander Wolkow, etwa 1920

Alexander Alexandrowitsch Wolkow (russisch Александр Александрович Волков, wiss. Transliteration Aleksandr Aleksandrovič Volkov; auch Alexandre Volkoff und Alexander Wolkoff; * 15. Dezemberjul. / 27. Dezember 1885greg. in Moskau; † 22. März 1942 in Rom) war ein russischer Filmregisseur, Drehbuchautor und Darsteller.

## Biografie
Alexander Wolkow entstammte einer aristokratischen, kulturinteressierten Familie aus dem Wolgagebiet. Er begann zu malen und errang schon mit 15 Jahren mit einem Bildnis der russischen Zarin bei einer Ausstellung in Paris die Große Medaille. Danach machte er eine Gesangsausbildung und erhielt ein Engagement an der Kaiserlichen Oper in Moskau. Die Karriere wurde durch den Russisch-Japanischen Krieg unterbrochen, zu dem Wolkow einberufen wurde.
1913 begann seine Tätigkeit für den Film, zunächst als Darsteller. Bald jedoch arbeitete er als Szenarist, Autor von Zwischentiteln, Filmeditor und in der Verwaltung der Gesellschaft Thiemann & Reinhardt des baltendeutschen Filmproduzenten Paul Thiemann. Er übernahm die Leitung des Studios von ihm, als dieser 1912 zum Moskauer Studio von Pathé ging. Wolkow konzentrierte sich dort fortan nach dem Vorbild des französischen Film d’Art auf die filmische Adaption literarischer Werke. Seine erste Regiearbeit wurde die Puschkin-Verfilmung Der Gefangene im Kaukasus, in der er auch selbst die Hauptrolle spielt. Neben den bereits bei Thiemann beschäftigten Regisseuren Wjatscheslaw Wiskowski, M. Bontsch-Tomaschewski und Alexander Uralski engagierte Wolkow 1915 auch den bekannten Theaterregisseur Wsewolod Meyerhold für eine Verfilmung von Oscar Wildes Das Bildnis des Dorian Gray.
1916, nachdem er von einer Kriegsverwundung genesen war, ging Alexander Wolkow zur Filmgesellschaft von Josef Jermoljew, die zu den wichtigsten Filmproduktionsstätten des vorrevolutionären Russland gehörte. Dort führte er unter anderem 1917 gemeinsam mit Jakow Protasanow (Pater Sergius) und Georgi Asagarow (Kulissy ekrana) Regie. Wegen des russischen Bürgerkriegs verlegte die Firma ihre Produktion 1918 nach Jalta, 1920 nach Konstantinopel und ging danach mitsamt ihren Mitarbeitern nach Frankreich. Jermoljew gründete dort mit dem Produzenten Noë Bloch die neue Firma Les Films Albatros, bei der zahlreiche Exilrussen arbeiteten. Viele Produktionen der Gesellschaft waren auf den russischen Stummfilmstar Iwan Mosjukin zugeschnitten. Für Wolkow, nunmehr unter seiner französischen Namensform Alexandre Volkoff, begann eine neue, erfolgreiche Periode seiner Karriere.
Als Regisseur arbeitete er mehr als ein Jahrzehnt mit Mosschuchin zusammen. Insbesondere das Filmdrama Kean ou Disordre et Genie (1923) über den Shakespeare-Darsteller Edmund Kean wurde für beide ein Erfolg und machte Mosschuchin zum internationalen Star. Als Co-Regisseur von Mosschuchin war Wolkow im selben Jahr auch an der Ehekomödie Le Brasier ardent beteiligt. 1924 beendete er seine Zusammenarbeit mit Jermoljew.
1926 war Wolkow für einige Monate als Assistent von Abel Gance bei den Dreharbeiten zu dessen Monumentalwerk Napoleon tätig. Danach drehte er Anfang 1927 die Großproduktion Casanova mit Mosjukin in der Titelrolle des Verführers. Der Kostümfilm enthält auch einige Szenen in Farbe. Als Konsequenz aus dem Erfolg des Films war Wolkow für zwei Jahre in Deutschland tätig. Für die UFA und die französische Ciné-Alliance drehte er den opulenten Märchenfilm Geheimnisse des Orients (1928), danach Der weiße Teufel (1929/30) nach Lew Tolstoi.
Zurück in Frankreich schuf er 1933 mit La mille et deuxième nuit einen weiteren orientalischen Märchenfilm, seinen ersten Tonfilm. Im folgenden Jahr drehte Wolkow zum letzten Mal mit Mosschuchin, dessen russischer Akzent im Tonfilm zunehmend zum Problem wurde. Mit dem Aufkommen des poetischen Realismus in Frankreich wirkte Wolkows Stil unmodern und seine Filmarbeiten wurden weniger. 1936 drehte er mit Stjenka Rasin erneut in Deutschland, 1941 entstand sein letzter Film in Italien.

## Filmographie
Regisseur (Auswahl):
- 1916: Le cœur du mal, F./R.
- 1916: Na vierchine slavy (auch: Au sommet de sa gloire) R.
- 1923: Ehegeschichten (Originaltitel: Le Brasier ardent, Regie mit Iwan Mosschuchin), F.
- 1923: La maison du mystère (deutsch: Das geheimnisvolle Haus), F.
- 1924: Kean (deutsch: Verlöschende Fackel), F.
- 1924: Les ombres qui passent (deutsch: Grimassen der Großstadt), F.
- 1927: Casanova, F.
- 1928: Geheimnisse des Orients, D./F.
- 1930: Der weiße Teufel D.
- 1933: La mille et deuxième nuit, F.
- 1934: Karneval des Lebens (Originaltitel: L'enfant du carnaval), F.
- 1936: Stjenka Rasin (auch: Wolga-Wolga), D.
- 1941: Amore imperiale (als Alessandro Wolkoff), D./F./I.

Drehbuchautor (Auswahl):
- 1941: Amore imperiale
- 1930: Der weiße Teufel (Hadschi Murat)
- 1928: Geheimnisse des Orients
- 1927: Casanova
- 1924: Âme d’artiste
- 1924: Verlöschende Fackel (Kean)
- 1920: Ein beunruhigendes Abenteuer (L’angoissante aventure)
- 1917: Pater Sergius
- 1917: Kulisy ekrana

Darsteller:
- 1913: Klyuchi schastiya (internationaler Titel: The Keys to Happiness), Russland
- 1913: Razbitaya vaza (internationaler Titel: The Shattered Vase), Russland
- 1913: Sny mimoletnye, sny bezzabotnye snyatsya lish raz (internationaler Titel: Dreams So Fleeting, Dreams So Carefree) Russland
- 1915: Portret Doryana Greya (auch: Le portrait de Dorian Grey), Russland
- 1917: Krestnyy put, Russland
- 1921: La pocharde, Frankreich

Produktionsleitung
- 1932: Le sergent X (deutsch: Sergeant X – Das Geheimnis des Fremdenlegionärs sowie Sergeant X – Das Geheimnis des Verschollenen), F.